# Долинное (Кировский район)
Доли́нное (до 1948 года Ак-Чора́, (Акчора русская); укр. Долинне, крымскотат. Tuvuş Aqçora, Тувуш Акъчора) — село в Кировском районе Крыма, входит в состав Льговского сельского поселения (согласно административно-территориальному делению Украины — Льговского сельского совета Автономной Республики Крым).

## Население
| 2001 | 2014 |
| ---- | ---- |
| 197  | ↘123 |

Всеукраинская перепись 2001 года показала следующее распределение по носителям языка
| Язык             | Процент |
| ---------------- | ------- |
| крымскотатарский | 63.45   |
| русский          | 27.92   |
| украинский       | 7.61    |
| другие           | 1.02    |

### Динамика численности населения
| - 1805 год — 143 чел. - 1864 год — 108 чел. - 1889 год — 177 чел. - 1892 год — 94 чел. - 1900 год — 19 чел. - 1904 год — 33 чел. - 1915 год — 15/99 чел. | - 1918 год — 35 чел. - 1926 год — 280 чел. - 1939 год — 218 чел. - 2001 год — 197 чел. - 2009 год — 164 чел. - 2014 год — 123 чел. |

## Современное состояние
На 2017 год в Долинном числится 2 улицы — Заречная и Юсупова; на 2009 год, по данным сельсовета, село занимало площадь 17,8 гектара на которой, в 77 дворах, проживало 164 человека. В селе действуют мечеть, фельдшерско-акушерский пункт, детский сад, клуб.

## География
Долинное — расположена на юго-западе района, у границы с Белогорским районом, на левом берегу реки Мокрый Индол, у подножия горы Бор-Кая Внутренней гряды Крымских гор, высота центра села над уровнем моря — 165 м. Ближайшие сёла — Льговское — около 3 км на север и Курское Белогорского района в 3,5 км на юго-восток. Райцентр Кировское — примерно в 32 километрах (по шоссе), там же ближайшая железнодорожная станция — Кировская (на линии Джанкой — Феодосия). Транспортное сообщение осуществляется по региональной автодороге 35Н-205 Золотое Поле — Курское — до автодороги Симферополь — Феодосия (по украинской классификации — С-0-10337).

## История
Первое документальное упоминание села встречается в Камеральном Описании Крыма… 1784 года, судя по которому, в последний период Крымского ханства Акчора входила в Ширинский кадылык Кефинского каймаканства. После присоединения Крыма к России (8) 19 апреля 1783 года, (8) 19 февраля 1784 года, именным указом Екатерины II сенату, на территории бывшего Крымского Ханства была образована Таврическая область и деревня была приписана к Левкопольскому, а после ликвидации в 1787 году Левкопольского — к Феодосийскому уезду Таврической области. После Павловских реформ, с 1796 по 1802 год, входила в Акмечетский уезд Новороссийской губернии. По новому административному делению, после создания 8 (20) октября 1802 года Таврической губернии, Акчора был включён в состав Байрачской волости Феодосийского уезда.
По Ведомости о числе селений, названиях оных, в них дворов… состоящих в Феодосийском уезде от 14 октября 1805 года , в деревне Ак-чора числилось 16 дворов и 143 жителя крымских татар. На военно-топографической карте генерал-майора Мухина 1817 года деревня Акчора обозначена с 31 двором. После реформы волостного деления 1829 года Акчору, согласно «Ведомости о казённых волостях Таврической губернии 1829 года», отнесли к Учкуйской волости (переименованной из Байрачской). На карте 1836 года в деревне 20 дворов, как и на карте 1842 года.
В 1860-х годах, после земской реформы Александра II, деревню приписали к Салынской волости. Согласно «Списку населённых мест Таврической губернии по сведениям 1864 года», составленному по результатам VIII ревизии 1864 года, Акчора — владельческая русская и татарская деревня с 18 дворами, 108 жителями и мечетью при речке Мокром Эндоле, при этом, согласно энциклопедическому словарю «Немцы России», лютеранское поселение Акчора, на 800 десятинах земли, было основано выходцами из беловежских колоний в 1861 году. По обследованиям профессора А. Н. Козловского начала 1860-х годов, в селении «…имелась пресная вода в изобилии из горных родников и ручьёв». На трёхверстовой карте Шуберта 1865—1876 года в деревне Акчора обозначено 4 двора. По «Памятной книге Таврической губернии 1889 года», по результатам Х ревизии 1887 года, в деревне Акчора числилось 32 двора и 177 жителей.
После земской реформы 1890-х годов деревню приписали к Цюрихтальской волости. По «…Памятной книжке Таврической губернии на 1892 год» в Акчоре, входившей в Цюрихтальское сельское общество, числилось 19 жителей в 2 домохозяйствах, а в безземельной Акчоре, не входившей в общество, 75 жителей, домохозяйств не имеющих. По «…Памятной книжке Таврической губернии на 1900 год» в деревне Акчора числилось 19 жителей в 4 дворах, в 1911, согласно словарю «Немцы России», 33 жителя. По Статистическому справочнику Таврической губернии. Ч.II-я. Статистический очерк, выпуск пятый Феодосийский уезд, 1915 год, в деревне Акчора Цюрихтальской волости Феодосийского уезда числилось 25 дворов (5 дворов с землёй, 20 — безземельные) со смешанным населением в количестве 15 человек приписных жителей и 99 «посторонних», из которых 60 мужчин и 54 женщин. Жители владели 439 десятинами удобной земли. В хозяйствах имелось 66 лошадей, 25 волов, 16 коров и 12 голов овец, свиней, или коз. В 1918 году в селении было 35 жителей). В дальнейшем упоминаний о немецком населении в доступных источниках не встречается.
После установления в Крыму Советской власти, по постановлению Крымревкома от 8 января 1921 года была упразднена волостная система и село вошло в состав вновь созданного Старо-Крымского района Феодосийского уезда, а в 1922 году уезды получили название округов. 11 октября 1923 года, согласно постановлению ВЦИК, в административное деление Крымской АССР были внесены изменения, в результате которых округа ликвидировались и Старо-Крымский район стал самостоятельной административной единицей. Декретом ВЦИК от 04 сентября 1924 года «Об упразднении некоторых районов Автономной Крымской С. С. Р.» Старо-Крымский район был упразднён и село включили в Феодосийский район. Согласно Списку населённых пунктов Крымской АССР по Всесоюзной переписи 17 декабря 1926 года, в селе Акчора (русская), центре упразднённого к 1940 году, Акчоринского сельсовета Феодосийского района, числилось 65 дворов, из них 64 крестьянских, население составляло 280 человек, из них 112 русских, 55 татар, 41 грек, 27 немцев, 19 армян, 13 украинцев, 12 болгар, 1 записан в графе «прочие», действовала русская школа I ступени (пятилетка). Постановлением ВЦИК «О реорганизации сети районов Крымской АССР» от 30 октября 1930 года из Феодосийского района был выделен (воссоздан) Старо-Крымский район (по другим сведениям 15 сентября 1931 года) и село включили в его состав. В период коллективизации был создан колхоз имени Мичурина. По данным всесоюзная перепись населения 1939 года в селе проживало 218 человек. Вскоре после начала Великой Отечественной войны, 18 августа 1941 года крымские немцы были выселены, сначала в Ставропольский край, а затем в Сибирь и северный Казахстан.

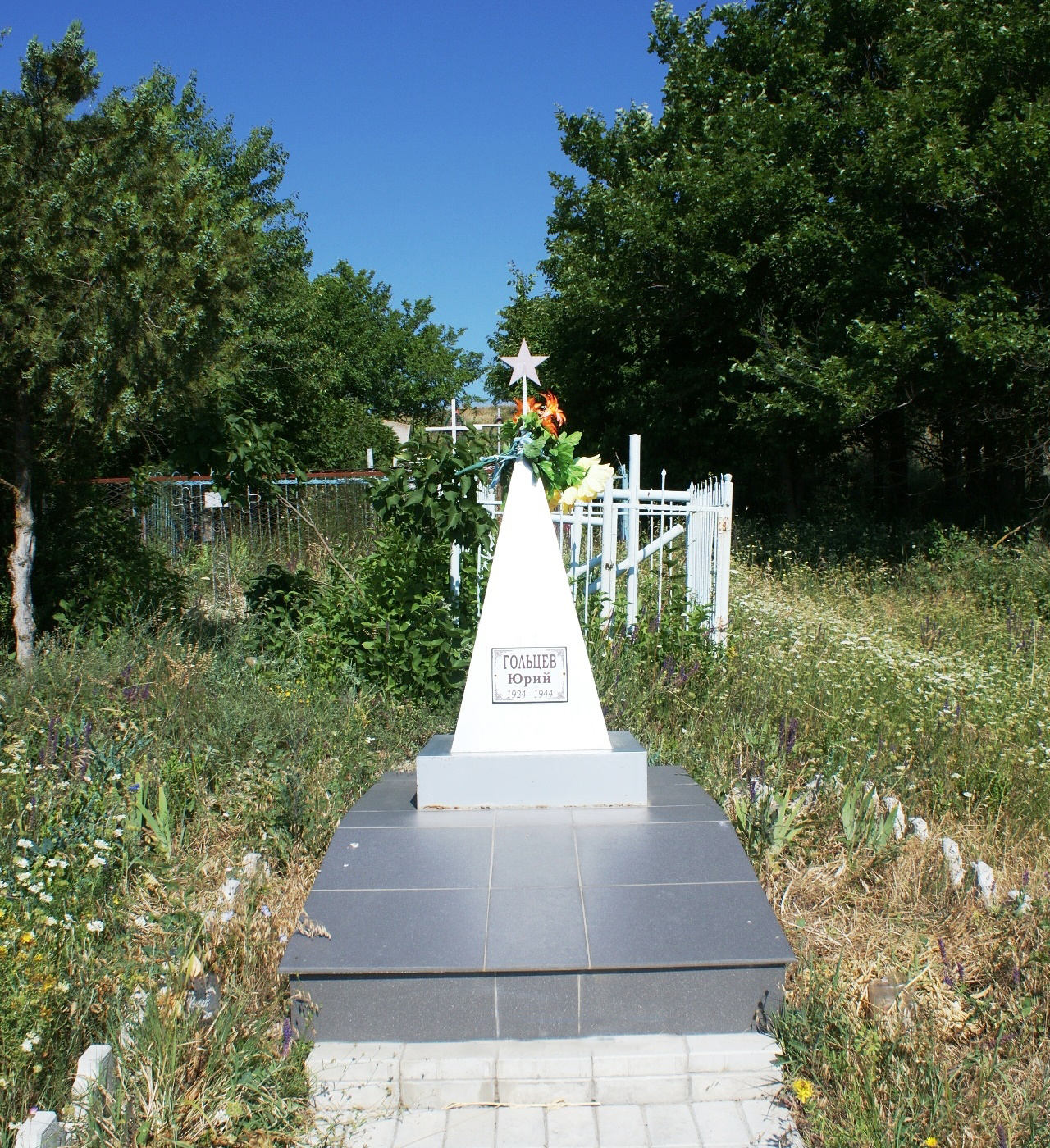
Братская могила.
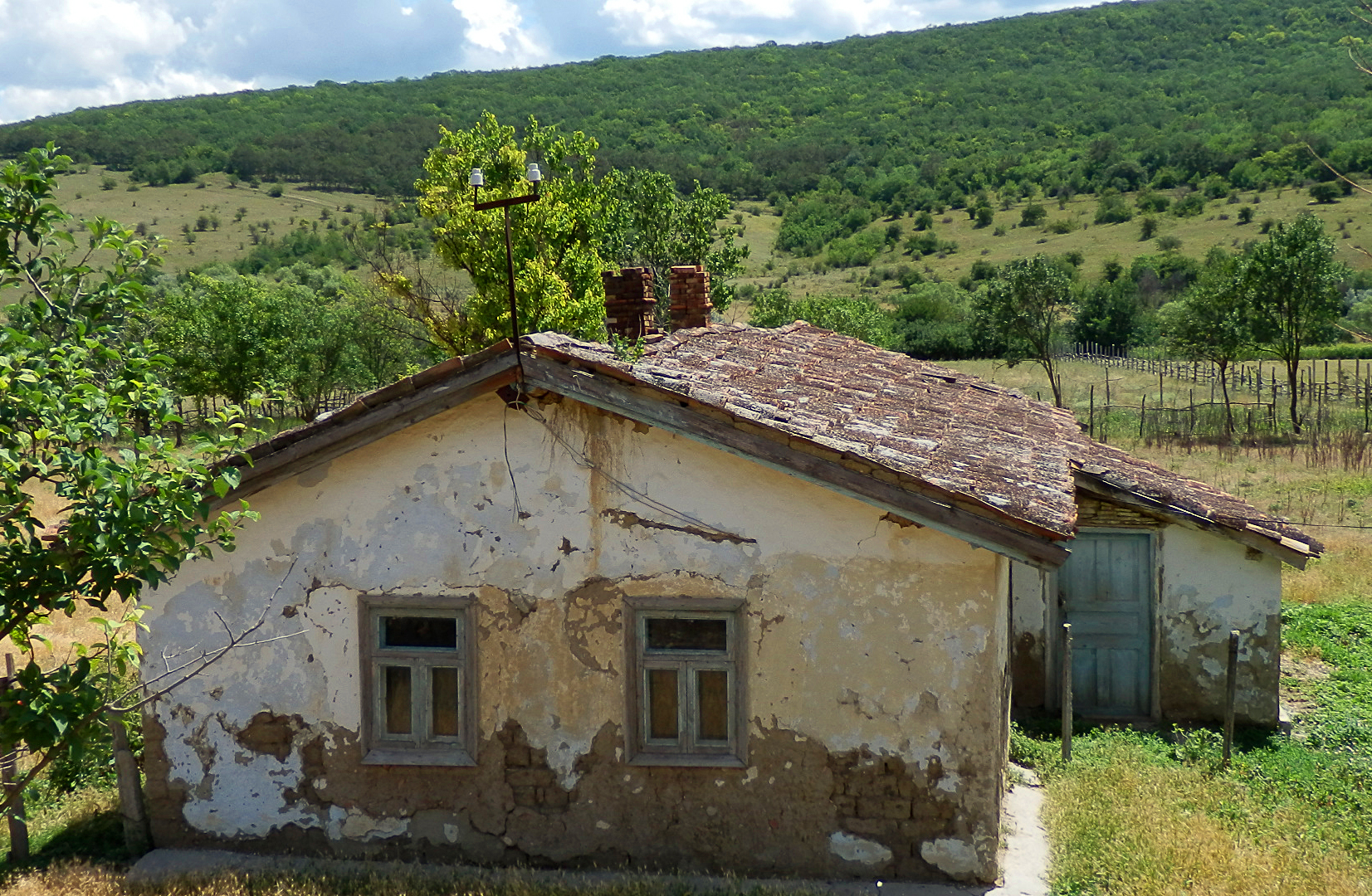
Старинный дом, 2012 г.

Во время Великой Отечественной войны, при освобождении Ак-Чоры 12 и 15 апреля 1944 года погибли трое советских воинов, похороненных в братской могиле в селе. Первоначально это было захоронение красноармейца Юрия Филипповича Гальцева, телефониста 29 миномётного полка, рядовые Г. М. Ильчульдин и Г. П. Колесников были продзахороненны позже. В 1951 году на могиле была установлена деревянная пирамидка со звездой и табличкой, в 1978 году заменённая на металлическую. В декабре 2011 года была произведена реконструкция памятника. Постановлением Совета министров Республики Крым № 627 от 20 декабря 2016 года братская могила отнесена к категории объектов культурно-исторического наследия России регионального значения.
В 1944 году, после освобождения Крыма от фашистов, согласно Постановлению ГКО № 5859 от 11 мая 1944 года, 18 мая крымские татары были депортированы в Среднюю Азию, а, 27 июня, по Постановлению ГКО № 5984сс от 2 июня 1944 года, та же участь постигла местных греков, болгар и армян. 12 августа 1944 года было принято постановление № ГОКО-6372с «О переселении колхозников в районы Крыма» и в сентябре того же года в село приехали первые переселенцы, 1268 семей, из Курской, Тамбовской и Ростовской областей, а в начале 1950-х годов последовала вторая волна переселенцев. С 1954 года местами наиболее массового набора населения стали различные области Украины. С 25 июня 1946 года Акчора в составе Крымской области РСФСР. Указом Президиума Верховного Совета РСФСР от 18 мая 1948 года, Акчору русскую (или просто Ак-Чору) переименовали в Долинное. 26 апреля 1954 года Крымская область была передана из состава РСФСР в состав УССР. После ликвидации в 1959 году Старокрымского района село переподчинили Кировскому. В том же году колхоз им. Мичурина объединили с совхозом «Золотое поле», в 1963 году вновь разделённый на 2 совхоза: «Золотое поле» и «Жемчужный» с центральной усадьбой в Льговском. Время включения в Золотополенский сельсовет пока не установлено: на 15 июня 1960 года село уже числилось в его составе.
Указом Президиума Верховного Совета УССР «Об укрупнении сельских районов Крымской области», от 30 декабря 1962 года Кировский район был упразднён и село присоединили к Белогорскому. 1 января 1965 года, указом Президиума ВС УССР «О внесении изменений в административное районирование УССР — по Крымской области», вновь включили в состав Кировского. С 1 сентября 1970 года Долинное в составе Льговского сельсовета. По данным переписи 1989 года в селе проживало 153 человека. С 12 февраля 1991 года село в восстановленной Крымской АССР, 26 февраля 1992 года переименованной в Автономную Республику Крым. С 21 марта 2014 года — в составе Республики Крым России.

## Персоналии
- На местном мусульманском кладбище похоронен Эшреф Шемьи-Заде (1908—1978), крымскотатарский советский поэт, переводчик, литературный критик, литературовед, публицист и общественный деятель. Заслуженный работник культуры Узбекской ССР[70].